# Добреч
Добреч - плажу Добреч запљускује отворено море у ували Добреч, на полуострву Луштица. То је природна 60 м дугачка шљунковита плажа. До плаже Добреч се долази само бродом. Увала Добреч је, као и читаво полуострво Луштица покривена макијом и типичном медитеранском вегетацијом. Плажа Добреч је носилац Плаве Заставице, признања светска организације - FEE (Фондација за еколошку едукацију).